# Icky Thump (singolo)
Icky Thump è una canzone del 2007 dei The White Stripes, prima traccia dell'album Icky Thump.

## Tracce
1. Icky Thump – 4:14 (Jack White)
2. Baby Brother